# Repúblicas bôeres

Repúblicas Bôeres e Estados Griqua no Sul da África, século XIX

As Repúblicas Bôeres (por vezes também referido como Estados Bôeres) eram repúblicas independentes e auto-governadas da última metade do século XIX, criadas pelos habitantes de língua holandesa da Colônia do Cabo e seus descendentes, chamados de Trekboers, Boêres e Voortrekkers, principalmente nas partes central, norte e nordeste e leste do que hoje é o país da África do Sul. Duas das Repúblicas Boêres alcançaram reconhecimento internacional e completa independência: a República Sul-Africana (Transvaal ou, em holandês, Zuid-Afrikaansche Republiek, ZAR) e o Estado Livre de Orange. As repúblicas não proveram separação de igreja e Estado, e inicialmente somente a Igreja Reformada Holandesa, e depois outras igrejas na tradição Protestante Calvinista, eram permitidas. As repúblicas chegaram ao fim após a Segunda Guerra Bôer que resultou na anexação britânica e posterior incorporação à União da África do Sul.

## História
O Reino Unido venceu a Holanda como a potência colonial no Cabo da Boa Esperança em 1806. Posteriormente, alguns de seus habitantes de língua holandesa viajaram para o interior, primeiro em menor número, depois em grupos de quase cem pessoas, depois de 1834 até mesmo em grupos de centenas de pessoas. Havia muitas razões pelas quais os bôeres deixaram a colônia do Cabo; Entre as razões iniciais estavam as leis da língua. Os britânicos proclamaram a língua inglesa como a única língua da Colônia do Cabo e proibiram o uso da língua holandesa. Como a Bíblia, igrejas, escolas e a cultura de muitos dos colonos estavam ligadas à língua, isso causou muitas tensões. A Grã-Bretanha aboliu a escravidão em 1834 e alocou a quantia de 1.200.000 libras esterlinas como recompensa pelos escravos dos colonos holandeses. Os colonos holandeses contestaram a exigência de que teriam que apresentar suas reivindicações na Grã-Bretanha e objetaram que o valor dos escravos era muitas vezes o valor alocado. Isso causou ainda mais descontentamento entre os colonos holandeses.:199 Os colonos acreditavam incorretamente que a administração da Colônia do Cabo havia tomado o dinheiro devido a eles como pagamento pela libertação de seus escravos. Na verdade, o dinheiro alocado era simplesmente insuficiente para cobrir metade das reivindicações.

### República Sul-Africana

Bandeira da República Sul-Africana

Em 1835, um dos grandes grupos de bôeres chegou ao rio Vet. Louis Tregardt e Jan van Rensburg separaram-se do grupo de Hendrik Potgieter e seguiram em frente, estabelecendo Zoutpansberg. O grupo de Potgieter permaneceu no rio Vet e fundou uma cidade chamada Winburg.:222
O estabelecimento da República Sul-Africana teve suas origens em 1837, quando os comandos de Potgieter e Piet Uys derrotaram uma tropa do povo Ndebele, de Moselekatse, e os empurraram de volta no rio Limpopo. Potgieter declarou as terras ao norte e ao sul do rio Vaal como terras bôer.:224 Os bôeres começaram a se estabelecer em ambos os lados do rio Vaal e em março de 1838, Potgieter, Uys e os homens sob seu comando forneceram auxílio a Gerrit Maritz, e no início de abril de 1838, Uys e seu filho foram mortos. Em abril de 1838, Potgieter retornou à área ao norte do rio Vaal e fundou a cidade de Potchefstroom.:225 Nessa altura, esse novo país incluía a área ao norte (Potchefstroom) e ao sul (Winburg) do rio Vaal.
Em 1848, o Governador Britânico do Cabo, Sir Harry Smith, emitiu uma proclamação declarando a soberania Britânica sobre todas as terras, para o norte e para o sul do rio Vaal.:230 O comandante-general Andries Pretorius liderou suas tropas contra as forças britânicas no final daquele ano, na batalha de Boomplaats, perto de Smithfield. Os comandos bôeres foram derrotados e o general Pretorius e o restante de seus homens fugiram para o norte do rio Vaal. O Volksraad (Parlamento) de Winburg foi transferido para Potchefstroom e a República Sul-Africana foi estabelecida.:231

#### Independência da República Sul-Africana
O território ao norte do Rio Vaal, na República Sul-Africana foi reconhecidos como um país independente pela Grã-Bretanha com a assinatura da Convenção de Sand River em 17 de janeiro de 1852.:357–59

#### Guerra Civil de Transvaal
A Guerra Civil do Transvaal foi uma série de conflitos durante o início da década de 1860 no Transvaal - na área que agora compreende as províncias de Gauteng, Limpopo, Mpumalanga e Noroeste da África do Sul. Tudo começou depois que o governo britânico reconheceu os Voortrekkers que viviam no Transvaal como independentes em 1854. Os bôeres divididiram-se em numerosas facções políticas. Só terminou em 1864 quando um tratado de armistício foi assinado sob uma árvore de Karee, ao sul do local da cidade de Brits.

### República de Natália
Em abril de 1837, uma facção sob a liderança de Piet Retief chegou a Thabanchu. Em junho de 1837, em Winburg, o recém-eleito Boer Volksraad indicou Piet Retief como Comandante Geral. Uma discussão entre Maritz e Potgieter, ambos eleitos para o Volksraad, levou a uma divisão. Maritz e Piet Retief decidiram se separar do país bôer liderado por Potgieter e Uys. Os bôeres, sob a liderança de Piet Retief, fizeram um tratado com o rei zulu Dingane para liquidar parte das terras administradas pelos zulus, mas posteriormente Dingane mudou de ideia, matando Retief e 70 membros de sua delegação. O impis de Dingane (guerreiros zulu) mataram quase 300 bôeres que se estabeleceram na região de Natal.
Depois que Pretorius foi recrutado para preencher o vácuo de poder criado pelas mortes de Piet Retief e Maritz, ele se ofereceu para negociar a paz com Dingane se ele restaurasse a terra que ele havia oferecido a Retief. Dingane respondeu atacando os Voortrekkers; em 16 de dezembro de 1838, ocorreu a batalha do Rio Nacome (mais tarde chamada de Batalha de Blood River), durante a qual 300 Voortrekkers sobreviveram e venceram uma batalha decisiva contra milhares de inimigos de Dingane.
A República de Natália foi fundada em 1839 pelos bôeres locais depois que Pretorius fez uma aliança com Mpande, o novo rei zulu.

### Estado Livre de Orange

Bandeira do Estado Livre de Orange

Em junho de 1852, uma reunião pública foi realizada em Bloemfontein, onde o povo europeu votou sobre se buscava a independência ou permaneceria sob o domínio britânico. A grande maioria das pessoas votou para permanecer sob o domínio britânico. Sir Harry Smith, no entanto, tinha instruções para entregar o país aos bôeres. Em 1853, Sir George Clerk foi enviado como comissário especial para entregar a terra e para estabelecer o auto-governo.:232 16.000 pessoas enviaram uma delegação de representantes para informar a Clerk de que o povo queria permanecer governado pela Grã-Bretanha. No entanto, o funcionário tinha instruções claras para estabelecer o autogoverno e com uma minoria bôer representada por J.H. Hofmann, concordou com uma convenção de independência.:233

#### A independência do Estado Livre de Orange
O Estado Livre de Orange foi reconhecido pelo Reino Unido em 17 de fevereiro de 1854. O Estado Livre se tornou independente em 23 de fevereiro de 1854 com a assinatura da Convenção de Bloemfontein. O Estado Livre de Orange foi apelidado de "a república modelo".

### Outras repúblicas

#### Nieuwe Republiek
A Nieuwe Republiek (compreendendo a cidade de Vryheid) foi estabelecida em 1884 em terra dada aos bôeres locais pelo rei zulu Dinuzulu, o filho de Cetshwayo, depois que ele recrutou os bôeres locais para lutar ao seu lado. Os bôeres receberam terras para seus serviços e foram conduzidos por Louis Botha, que se destacaria durante a segunda Guerra dos Bôeres. Esta república foi posteriormente absorvida pela Transvaal.

#### Zoutpansberg
Os bôeres Zoutpansberg chegaram em 1835, estabelecendo-se ao longo do Rio Limpopo, onde aprenderam técnicas de ourivesaria com os nativos. Os colonos brancos em Zoutpansberg tinham uma longa reputação de ilegalidade, sendo muitas vezes chamados de típicos "Back-veldt Boers". Em 1864, eles foram inevitavelmente incorporados na República Sul-Africana, após a Guerra Civil do Transvaal. Como um distrito da República, eles tinham a maior população nativa na República Sul-Africana.

#### Goosen (Goshen)
Localizado em uma área de Bechuanalândia, a oeste do Transvaal, o Estado de Goshen existiu como uma nação independente por um curto período: de 1882-1883 como o Estado de Goshen e, após a unificação com Stellaland, como os Estados Unidos de Stellaland ( Holandês: Verenigde Staten van Stellaland) de 1883 a 1885.

#### Griqualândia
Também foram estabelecidos estados por outros grupos populacionais, mais notavelmente o Griqua, um subgrupo de pessoas de cor heterogêneas e multirraciais da África do Sul. Os mais notáveis entre estes foram Griqualand West e Griqualand East.

### Países bôeres
O Transvaal e o Estado Livre de Orange tornaram-se países independentes que foram reconhecidos pela Holanda, França, Alemanha, Bélgica, Estados Unidos e Grã-Bretanha. Esses dois países continuaram a existir por várias décadas, apesar da Primeira Guerra dos Bôeres com a Grã-Bretanha. No entanto, desenvolvimentos posteriores, incluindo a descoberta de diamantes e ouro nesses estados, levaram à Segunda Guerra dos Bôeres. Nesta guerra, o Transvaal e o Estado Livre de Orange foram derrotados e anexados pelas esmagadoras forças britânicas, deixando de existir em 31 de maio de 1902, com a assinatura do Tratado de Vereeniging. Uma nova colônia britânica, a União da África do Sul, foi estabelecida, na qual o Transvaal e o Estado Livre de Orange se tornaram províncias junto com Cabo e Natal.

## Religião
As repúblicas bôeres eram predominantemente protestantes calvinistas, devido à sua herança holandesa, e isso desempenhou um papel significativo em sua cultura. A constituição nacional da ZAR não separava igreja e estado, não permitindo a franquia (cidadania) a ninguém que não seja membro da Igreja Reformada Holandesa. Em 1858, essas cláusulas foram alteradas na constituição para permitir que o Volksraad aprovasse outras igrejas calvinistas holandesas que se separaram da Igreja Reformada Holandesa na sequência de várias divisões. Membros da Igreja Católica Romana e outras igrejas cristãs não eram autorizados a se tornarem cidadãos da ZAR.:358–59

## Territórios reivindicados
Em 24 de abril de 2014, o partido político Front Nasionaal (FN) apresentou uma reivindicação de terra ao Comissário de Reivindicações de Terras em Pretória, em nome da nação Afrikaner. A reivindicação diz respeito à terra descrita nos Arquivos Nacionais da África do Sul R117/1846: "De Ohrigstad para o norte até o Olifantsrivier, depois para baixo até a linha da Baía de Delagoa; para o sul até o rio Crocodile; para o oeste até Elandspruit até a linha de 26 graus; leste até onde o rio Crocodile se une ao rio Komati."O FN afirma que a venda da terra ocorreu entre o rei Masous (representante zulu) como vendedor; e o Comandante SJZR Burg (representante da nação holandesa da África do Sul) como comprador. Uma cópia do acordo é arquivada nos arquivos do governo sob o arquivo R117/46. O FN afirma ainda que a terra foi comprada e paga legalmente em 25 de julho de 1846 como um grupo étnico e não como proprietários individuais e estava apenas sob custódia do governo pré-1994, pois eram considerados descendentes do grupo étnico.
O novo processo de reivindicação de terras ainda não foi finalizado.

## Lista de estados griqua  e repúblicas bôeres na África do Sul

### Repúblicas bôeres
- República de Swellendam (1795)
- República de Graaff-Reinet (1795–1796)
- Zoutpansberg (1835–1864)
- Winburg (1836–1844)
- Potchefstroom (1837–1844)
- República de Natália (1839–1843)
- Winburg-Potchefstroom (1844–1848)
- República de Klip River (1847– 1848)
- República Lydenburg (1849–1860)
- Utrecht  (1852–1858)
- República Sul-Africana (1852–1877, 1881–1902, 1914–1915) informalmente conhecida como a República do Transvaal
- Estado Livre de Orange (1854–1902)
- Klein Vrystaat (1876–1891)
- Goshen (1882–1883)
- Stellalândia (1882–1883)
- Estados Unidos da Stellalândia (1883–1885)
- Nieuwe Republiek (1884–1888)
- República de Upingtonia/Lijdensrust (1885–1887)

### Estados griqua
- Griqualândia Oriental (1862-1879) conhecida oficialmente como Nova Griqualand
- Griqualândia Ocidental (1870-1871)
- Philippolis/Terra de Adam Kok(1826-1861)
- Terra de Waterboer (1813-1871)